# کلاوی (سبزوار)
کلاوی، روستایی است از توابع بخش روداب و در شهرستان سبزوار استان خراسان رضوی ایران.

## جمعیت
این روستا در دهستان کوه همایی قرار داشته و بر اساس سرشماری سال ۱۳۹۸ جمعیت آن ۷۰ نفر (۲۳ خانوار)
بوده‌است.